# Дагін Ізраїль Якович
Дагін Ізраїль Якович (1895, Мелітополь, Таврійська губернія, Російська імперія – 21 січня 1940, СРСР) — радянський державний діяч, співробітник ЧК–ОГПУ–НКВС, комісар державної безпеки 3-го рангу, голова міських ЧК в Миколаєві, Херсоні і Севастополі. Начальник УНКВД в Горьківській області, начальник управління НКВС по Північнокавказькому краю. Один з відповідальних за проведення червоного терору у Криму.

## Життєпис

### Ранні роки
Народився в сім'ї шапкаря-єврея у 1895 році. Закінчив 3 класи початкової школи в 1908 році, потім працював на шапковій фабриці в Мелітополі. З 1915 року служив в російській імператорській армії — рядовий 49-го Брест-Литовського полку, після поранення служив у запасному полку в Сімферополі. 
Після Лютневої революції був заарештований за антивоєнну агітацію, після 2-х місяців на гарнізонній гауптвахті дезертирував з армії. З жовтня 1917 командував ротою 1-го Сімферопольського загону Червоної гвардії і партизанським загоном. У червні 1919 вступив в РКП(б). У 1919 році — комісар банків в Мелітополі, член президії Миколаївського підпільного губкому КП(б)У, де завідував військовим відділом і був військовим керівником. Один з організаторів повстань проти денікінців у Висунському, Баштанському та Полтавському районах Миколаївської губернії.

### Кар'єра
Вступив до ЧК у грудні 1919 року. Спочатку працював у Миколаєві, де займав посади голови міської ЧК, секретаря, заступника голови губернської ЧК, пізніше – у Херсоні головою прифронтової ЧК у 1920–1921 роках. Згодом в Криму займав посади заступника голови Севастопольської ЧК, заступника голови Кримської ЧК, начальника Севастопольського окрвідділу ГПУ і начальника особливого відділу Чорного та Азовського морів у 1922–1924 роках. 
Відповідальний за проведення в Криму червоного терору.
З 1924 року на Північному Кавказі — заступник начальника Терського губернського відділу, начальник Терського окрвідділу і оперсектора ОГПУ. З березня 1931 — помічник повпреда ОДПУ по Північнокавказькому краю по міліції, з серпня того ж року — помічник повпреда ОГПУ по Нижньоволзькому краю, з березня 1933 — заступник повпреда ОДПУ по Північнокавказькому краю. У січні 1934 — квітні 1937 — повпред ОГПУ і начальник УНКВД по Північнокавказькому (з лютого 1937 — Орджонікідзевському) краю. У квітні–червні 1937 — начальник УНКВД по Горьківській області. З червня 1937 — начальник 1-го відділу (охорони уряду) ГУДБ НКВС СРСР.
Член Центрального виконавчого комітету СРСР в 1935–1937. Депутат Верховної Ради СРСР 1-го скликання.

### Арешт і страта
Заарештований за ініціативою Л. П. Берії 5 листопада 1938 року разом з іншою частиною особового складу відділу охорони членів партії на уряду ГУДБ НКВС СРСР. Засуджений до страти 21 січня 1940 вироком Воєнної колегії Верховного суду СРСР за статтями 58/1, пункт «Б» («зрада батьківщині, скоєна військовослужбовцем») і 58/11 («участь в антирадянській змовницькій організації в лавах НКВС»). Утримувався у Суханівській в'язниці особливого режиму.
Розстріляний в ніч проти 22 січня того ж року. Похований на могилі незатребуваних прахів № 1 крематорію Донського цвинтаря. 
Не був реабілітований у 1999 році. 10 липня 2014 року Колегія у справах військовослужбовців Верховного суду РФ визнала його таким, що не підлягає реабілітації з огляду на грубі порушення законності та фабрикацію справ на посаді начальника УНКВС Горьковської області.

## Нагороди
- Знак «Почесний співробітник ВЧК-ГПУ (до 5-річчя ВЧК-ДПУ)»[7];
- Орден Червоного Прапора (23 лютого 1928[8], позбавлений посмертно Указом Призидіуму ВР СРСР від 24 січня 1941 року[9]);
- Знак «Почесний співробітник ВЧК-ГПУ (до 15-річчя ВЧК-ДПУ)» (20 грудня 1932[10]);
- Орден Леніна (11 липня 1937[11], позбавлений посмертно Указом Призидіуму ВР СРСР від 24 січня 1941 року[9]);
- Медаль «XX років Робітничо-Селянській Червоній Армії» (15 жовтня 1938[12]).